# Tim Laughlin

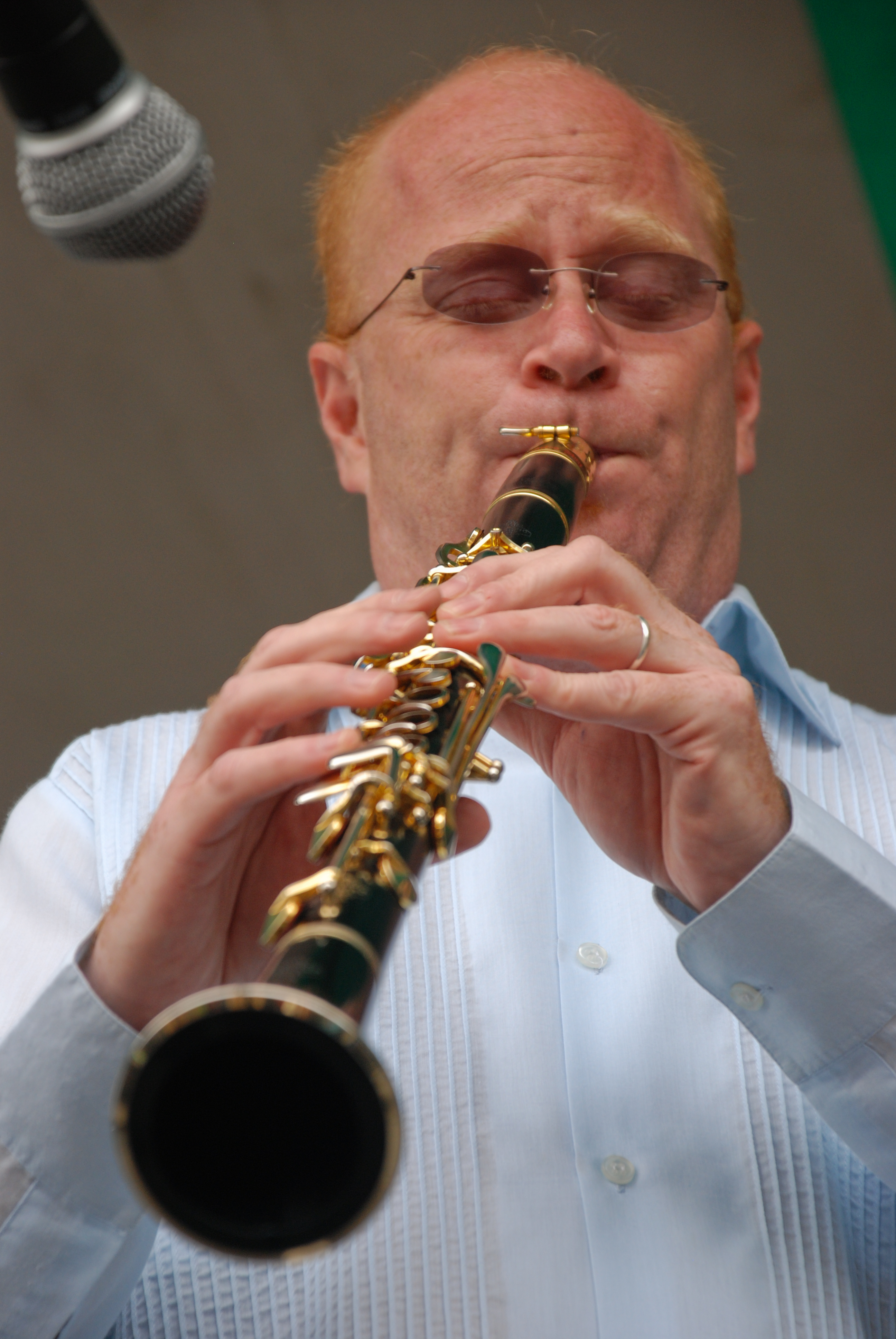
Tim Laughlin

Tim Laughlin (* 6. März 1963 in New Orleans) ist ein US-amerikanischer Klarinettist des Dixieland und Traditional Jazz in New Orleans.
Laughlin lernte mit neun Jahren Klarinette. Auf der High School spielte er auch zusätzlich Altsaxophon. Als Vorbild gibt er Pete Fountain an, mit dem er auch befreundet ist (2009 eröffneten beide mit einem Konzert den renovierten Blue Room im Roosevelt Hotel in New Orleans). Er betrat die Szene des Traditional Jazz in den 1990er Jahren und tourte auch ab Ende der 1990er Jahre mehrmals in Deutschland. Er spielte mehrere Jahre in den Dukes of Dixieland. Er wohnt in der Royal Street im French Quarter.
Von 1937 bis 2011 war er an 35 Aufnahmesessions beteiligt, auch unter eigenem Namen, so The Isle of New Orleans (Gentilly Records 2003) mit Eigenkompositionen. Er nahm auch mit den Klarinettisten Jack Maheu und Tom Fischer auf und tourte mit ihnen (Live in Germany, Gentilly Records 2005 mit Maheu und Fischer, Swing that Music, Jazzology 2005 mit Jack Maheu, New Orleans Swing, Jazzology 2005 mit Tom Fischer). 2014 und 2017 veröffentlichte er bei Gentilly Records Trio-Aufnahmen.